# Znàmianske (Crimea)
|  | Per a altres significats, vegeu «Znaménskoie». |

Znàmianske (en (ucraïnès): Знам'янське) és un poble de la República Autònoma de Crimea a Ucraïna, que el 2014 tenia 150 habitants. Pertany al districte de Txornomórske.